# Saue-Mustla
Saue-Mustla is een plaats in de Estlandse gemeente Saaremaa, provincie Saaremaa. De plaats heeft de status van dorp (Estisch: küla).
Tot in oktober 2017 behoorde Saue-Mustla tot de gemeente Pihtla en heette het dorp Mustla. In die maand ging Pihtla op in de fusiegemeente Saaremaa. Omdat in de nieuwe gemeente nog een dorp Mustla ligt, werd dit Mustla omgedoopt in Saue-Mustla. Saue (van sau, ‘klei’) werd toegevoegd omdat het noordoostelijke buurdorp Saue-Putla heet.

## Bevolking
De ontwikkeling van het aantal inwoners blijkt uit het volgende staatje:
| Jaar            | 2011 | 2017 | 2019 | 2020 | 2021 |
| --------------- | ---- | ---- | ---- | ---- | ---- |
| Aantal inwoners | 9    | 10   | 11   | 11   | 20   |

## Geschiedenis
(Saue-)Mustla werd voor het eerst genoemd in 1592 onder de naam Mustel Hans Pundenick, een boerderij op het landgoed van Kõljala. In 1798 was de plaats onder de naam Mustla een dorp.
In 1977 werden de dorpen Liiva-Putla, Saue-Putla, Sepa en (Saue-)Mustla samengevoegd tot één dorp met de naam Putla. In 1997 werd Putla weer gesplitst in vier afzonderlijke dorpen.